# Ozero Kel'tesor
Ozero Kel'tesor är en saltsjö i Kazakstan. Den ligger i den norra delen av landet, 400 km norr om huvudstaden Astana. Arean är 16,2 kvadratkilometer.